# Триантимонид тетрапразеодима
Триантимонид тетрапразеодима — бинарное неорганическое соединение
празеодима и сурьмы
с формулой Pr4Sb3,
кристаллы.

## Получение
- Нагревание чистых веществ в вакууме:

{\displaystyle {\mathsf {4Pr+3Sb\ {\xrightarrow {1835^{o}C}}\ Pr_{4}Sb_{3}}}}

## Физические свойства
Триантимонид тетрапразеодима образует кристаллы
кубической сингонии,
пространственная группа I 43d,
параметры ячейки a = 0,935 нм, Z = 4,
структура типа тетрафосфида тритория Th3P4
.
Соединение образуется по перитектической реакции при температуре 1835°С.